# Dominique Jones
Dominique Jones (* 15. Oktober 1988 in Lake Wales, Florida) ist ein US-amerikanischer Basketballspieler, der in der NBA D-League für die Springfield Armor spielt. In seinem letzten Collegejahr (2009/10) war er der führende Spieler in der Big East Conference in Punkten pro Spiel.

## College
In seinem ersten Collegejahr spielte er in jedem Spiel von Anfang an und erreichte im Schnitt 17,1 Punkte, 4,6 Rebounds und 2,8 Assists pro Spiel. In den beiden folgenden Jahren konnte er seine Statistiken weiter verbessern. Danach entschloss er sich das College zu verlassen und sich zum NBA Draft anzumelden.

## NBA
Jones wurde im NBA-Draft 2010 in der ersten Runde an 25. Stelle von den Memphis Grizzlies rekrutiert und anschließend für 3 Millionen US-Dollar an die Dallas Mavericks transferiert. Insgesamt spielte er aufgrund eines gebrochenen Fußes nur in 18 Spielen, in denen er im Durchschnitt 2,3 Punkte erzielte. Am Ende der Saison gewann er mit den Mavs die Meisterschaft. Nachdem sich die Mavericks zu Beginn der Saison 2013/14 entschlossen hatten, die Option für das vierte Vertragsjahr seines Rookie-Vertrags nicht zu ziehen, wurde Jones’ Vertrag im März 2013 vorzeitig aufgelöst. Daraufhin schloss er sich den Springfield Armor, dem Farmteam der Brooklyn Nets, an.